# Янувка (гмина Ханна)

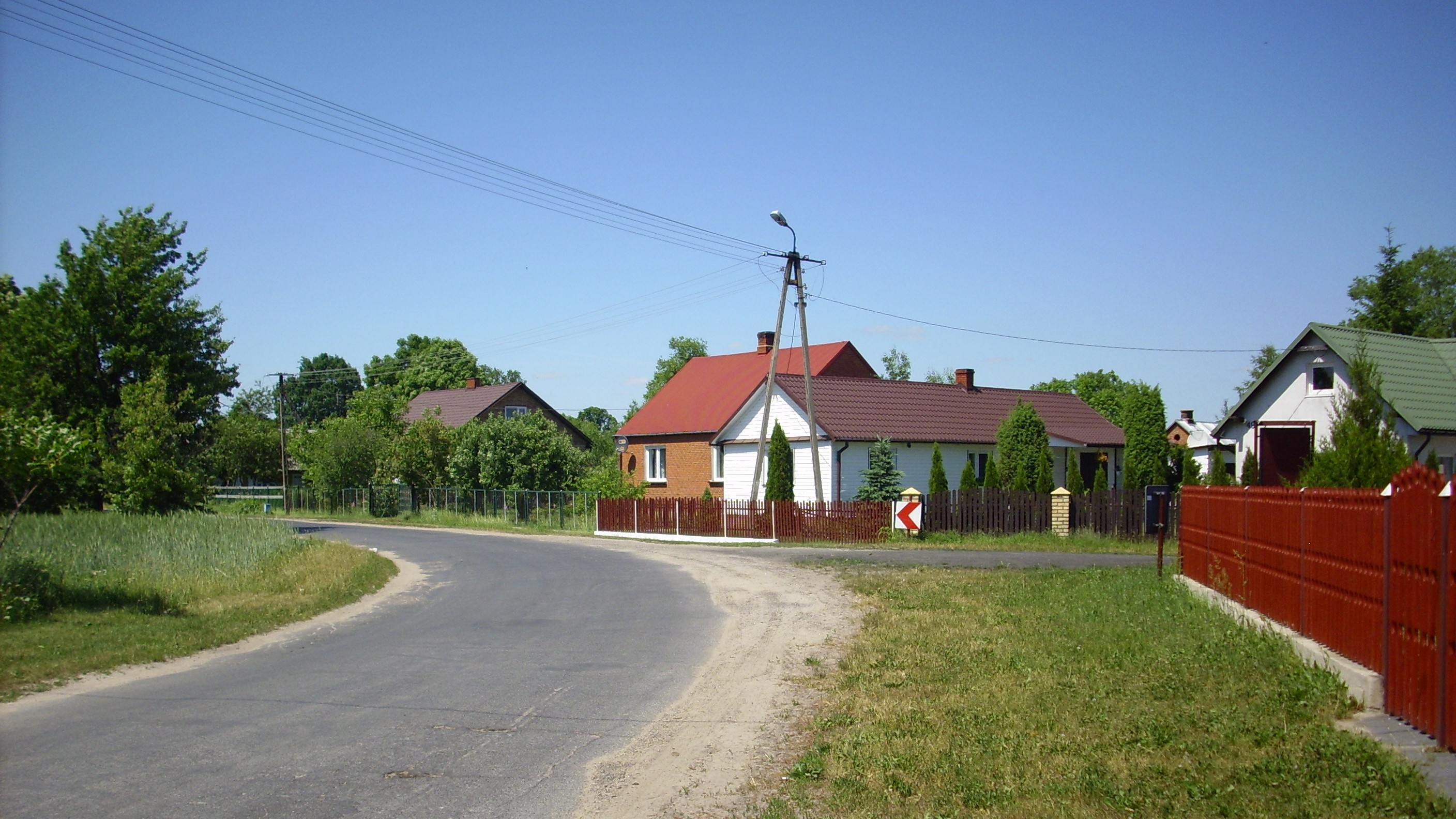
Янувка

Яну́вка (пол. Janówka) — село в Польше, входит в гмину Ханна Влодавского повята Люблинского воеводства.

## География
Янувка располагается недалеко от польско-белорусской границы.

## Достопримечательности
- Православная часовня, в которой находится привезённая в 1918 году из России икона Казанской Богородицы;
- Православная церковь святого Димитрия, построенная в 2001 году;
- На старом кладбище находится памятник 36 погибшим повстанцам январского восстания, погибшим 11 июля 1863 года во время битвы возле Янувки.

## Ссылки

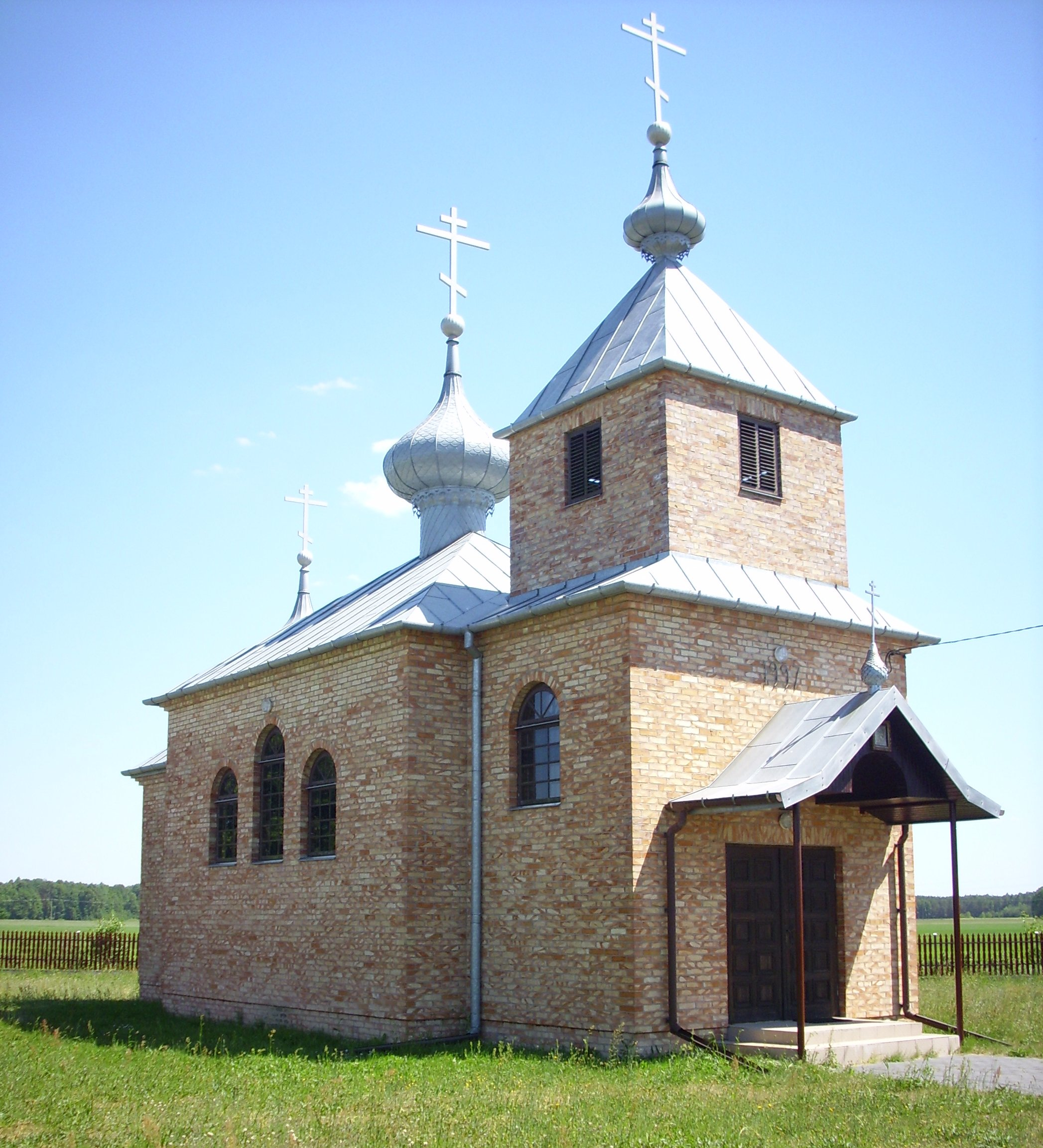
Церковь святого Димитрия